# Sofiane Younes
Sofiane Younes (en arabe : سفيان يونس), né le 25 novembre 1982 à El Biar, est un footballeur international algérien qui évoluait au poste d'ailier (principalement sur le côté gauche).

## Palmarès

### En club
| MC Alger - Coupe d'Algérie (2) - Vainqueur en 2006 et 2007 - Supercoupe d'Algérie (2) - Vainqueur en 2006 et 2007 |  | JS Kabylie - Coupe d'Algérie (1) - Vainqueur en 2011 |  | ES Sétif - Ligue des champions de la CAF (1) - Vainqueur en 2014 - Supercoupe de la CAF (1) - Vainqueur en 2015 - Championnat d'Algérie (1) - Champion en 2015 |